# Перша радянсько-фінська війна

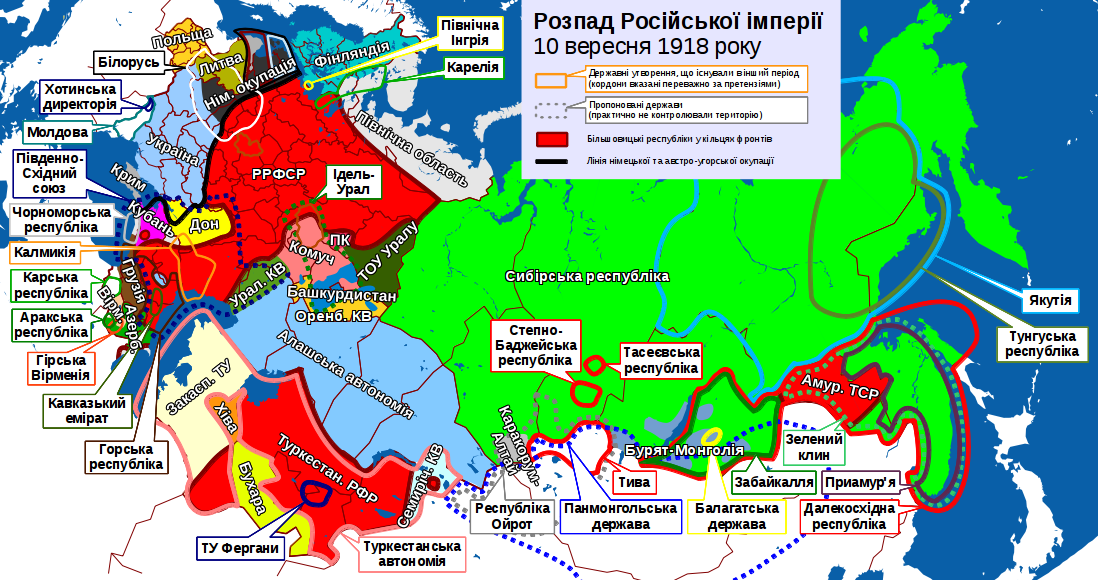
Біломорська та Олонецька Карелія на карті розпаду Російської імперії

Пе́рша радя́нсько-фі́нська війна́ — бойові дії між білофінськими військами і частинами РСЧА на території Радянської Росії [джерело?]з березня 1918 року по жовтень 1920 року. Спочатку велася неофіційно. Вже з березня 1918 року, в ході Громадянської війни в Фінляндії білофінськими війська, переслідуючи супротивника (фінських «червоних»), перетинали російсько-фінської кордон і в ряді місць виходили в Східну Карелію (див. Північнокарельська держава).